# Doberlug-Kirchhain
Doberlug-Kirchhain est une ville de Brandebourg en Allemagne.

## Jumelages
- Hemer (Allemagne)
- Kirchhain (Allemagne)

## Personnalités liées à la ville

### Naissance
- Gregor Weßenigk (1465-1494), religieux
- Daniel Schade (1610-1670), compositeur
- Heinrich Clauren (1771-1854), écrivain
- Hermann Wilhelm Vogel (1834-1898), photochimiste
- Gotthold Pannwitz (1861-1926), médecin
- Michael Szameit (1950-2014), écrivain